# Johann Nepomuk Hummel
Pour les articles homonymes, voir Hummel.
Œuvres principales
- Concerto pour piano no 2 en la mineur, op. 85
- Concerto pour piano no 3 en si mineur, op. 89,
- Concerto pour piano no 5 en la bémol majeur, op. 113
- Sonate pour piano no 5 en fa dièse mineur, op. 81
- Messe en ré majeur, op. 111
- Concerto pour trompette en mi majeur, S.49

Johann Nepomuk Hummel (en français : Jean-Népomucène Hummel) est un compositeur et pianiste autrichien né le 14 novembre 1778 à Presbourg et mort le 17 octobre 1837 à Weimar. Élève de Mozart, de Haydn et de Salieri, il est considéré comme l'un des meilleurs pianistes de concert d'Europe de son temps. Principalement reconnu pour son concerto pour trompette écrit en 1803 et ses huit concertos pour piano qui connurent en leur temps un succès considérable, il a consacré l'essentiel de son activité à des pièces pour le piano. En parallèle de Beethoven, dont il est le contemporain, sa musique se classe à la jonction entre le classicisme et le romantisme, dont il inspira nombre de compositeurs, comme Chopin.

## Biographie

### Enfance et études

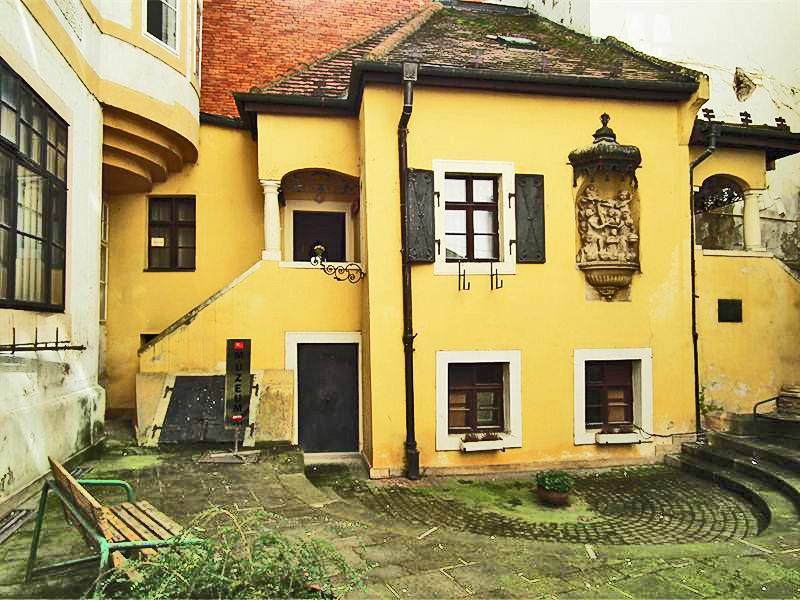
Maison de naissance de Hummel, rue Klobučnícka à Bratislava

Johann Nepomuk Hummel est né le 14 novembre 1778 à Presbourg, alors en Hongrie royale (aujourd'hui Bratislava en Slovaquie). Fils unique, ses parents le nomment en l'honneur du saint patron tchèque Jean Népomucène. Enfant prodige, il reçoit l'enseignement musical de son père, Johannes Hummel, musicien à l'école impériale de musique militaire de Vienne et chef d'orchestre du théâtre, ainsi que du virtuose claveciniste Franz Paul Rigler.

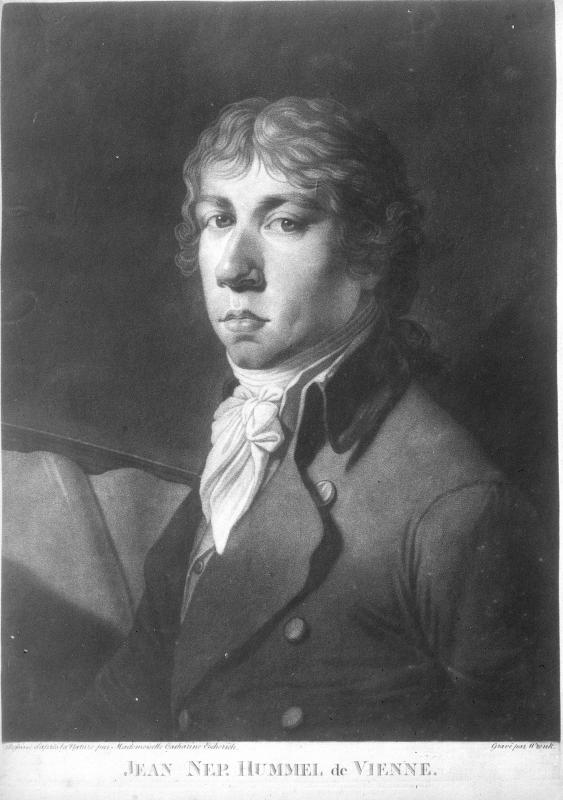
Hummel jeune par Katharina Escherich

Ensuite lorsque la famille déménage à Vienne en 1786, Hummel est présenté au célèbre compositeur Wolfgang Amadeus Mozart qui l'accepte immédiatement dans son propre domicile en tant qu'étudiant pendant deux années (1786-1788). Son enseignement lui permet de donner son premier concert en public à Dresde à l'âge de seulement neuf ans. Suivant les conseils de Mozart, le père entreprend avec son fils une tournée de concerts à travers les principaux centres musicaux européens pendant quatre ans (1788-1792), ce qui fait de lui un interprète célèbre. Hummel commence à composer pendant ses voyages notamment à Londres où sa première composition connue date de 1791.
Pendant cette série de concerts, il rencontre de prestigieux compositeurs, tels que  Joseph Haydn (1791), qui, à l’issue d’un concert du jeune musicien, lui donne en remerciement une guinée. De retour à Vienne, il suit l'enseignement auprès plusieurs maîtres comme le compositeur autrichien Johann Georg Albrechtsberger, le virtuose italien Muzio Clementi et également auprès d’Antonio Salieri, qui lui apprend la composition pour le chant ainsi que l'esthétique musicale.

### Premiers succès
En 1792, le jeune Ludwig van Beethoven arrive à Vienne. On dit souvent qu’entre les deux compositeurs, il y avait une rivalité très marquée. En fait, ils sont amis, même si leurs relations connurent des hauts et des bas et que leurs partisans forment deux camps rivaux.
En 1804, à l'âge de 26 ans, Hummel devient Konzertmeister (premier violon) auprès du prince Nicolas II Esterházy. Il est responsable de toutes les fonctions du poste d'Haydn, puisque celui-ci n'occupe le poste de Kapellmeister (maître de chapelle) que nominalement jusqu'à sa mort. Étant déjà l'auteur de nombreuses œuvres (plusieurs concertos, six opéras ainsi que de multiples pièces pour piano seul), il consacre cette période de sa vie à l'écriture de pièces religieuses (cinq messes). En 1811, il quitte la cour du prince.
En mai 1813, il épouse la célèbre chanteuse viennoise Elisabeth Röckel (1793–1883), qui lui donne deux fils : Eduard (1814–1893), également musicien et Carl (1821–1907), peintre et aquafortiste. Elle l'encourage notamment à démarrer une grande tournée en Allemagne qui participe à la reconnaissance du public.
La famille déménage brièvement à Stuttgart, où il occupe le poste de Kapellmeister pendant deux ans (1816-1818).

### Weimar

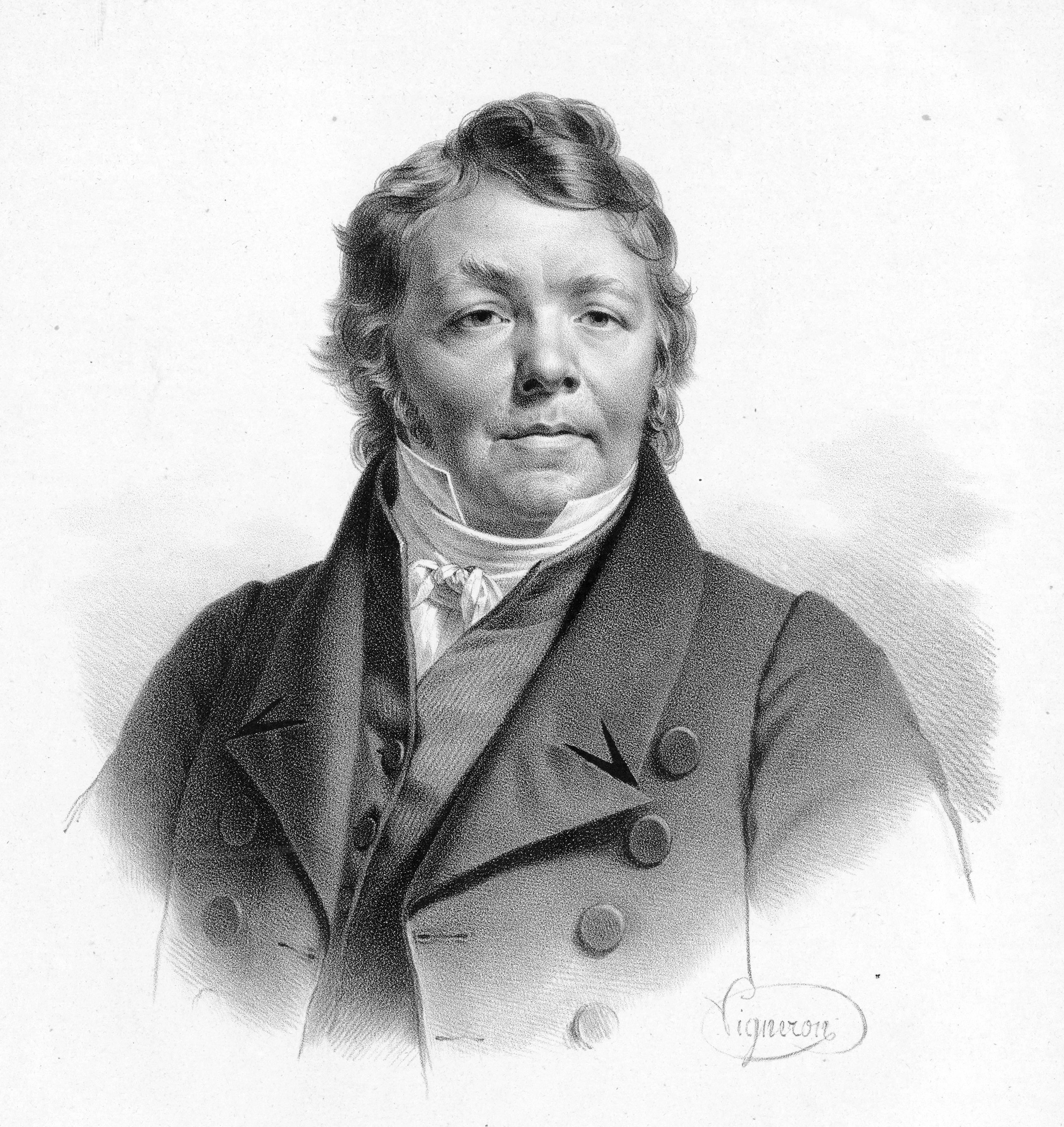
Portrait d'Hummel par Joseph Karl Stieler en 1820.

En 1819, à la demande de Marie Pavlovna, mécène musicale de la ville de Weimar, Hummel est nommé Kapellmeister au théâtre de la Cour grand-ducale où il restera jusqu'à la fin de sa vie. Il est notamment préféré au musicien Carl Maria von Weber.
Hummel atteint alors la plus grande renommée européenne. Il joue dans toute l'Europe lors de grandes tournées en Russie, en Pologne et en France. Ses compositions sont très populaires et elles sont jouées par de nombreux interprètes. Parallèlement à ses activités, il enseigne à de nombreux élèves comme Ferdinand Hiller.
Durant cette période, il s'intéresse à la littérature et s'en inspire pour ses dernières œuvres : il fonde une forte amitié avec Johann Wolfgang von Goethe et admire le poète Friedrich von Schiller.

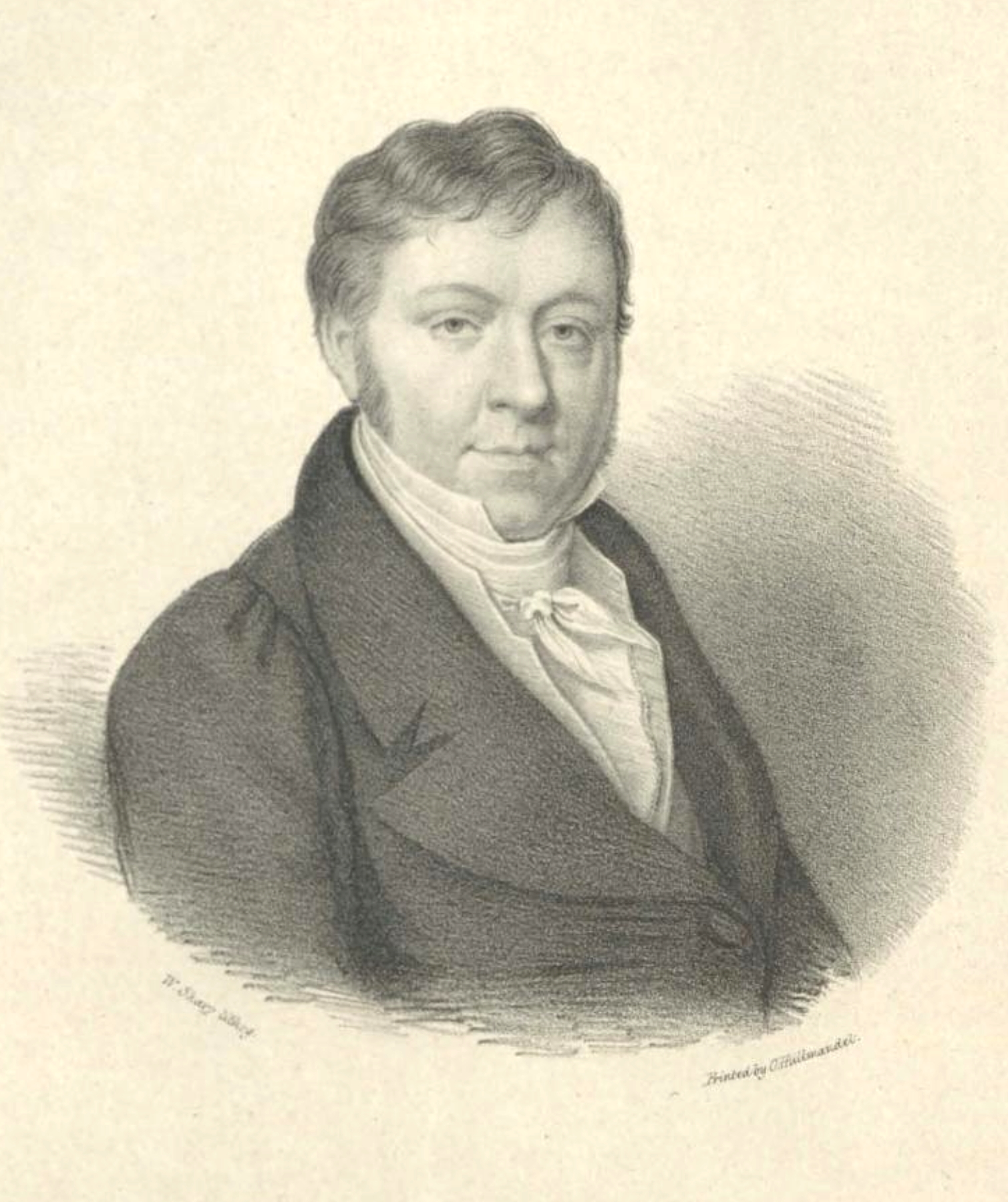
Johann Nepomuk Hummel vers 1831. Illustration tirée de The musical gem : a souvenir for MDCCCXXXI (1831).

### Dernières années
En 1825, Hummel entame un voyage vers Paris. Il devient membre honoraire de la Société académique des Enfants d'Apollon, un groupe organisant des concerts réguliers. L'éditeur parisien Aristide Farrenc acquiert, à ce moment-là, ses droits de publications pour l'entièreté de ses œuvres futures. En 1827, il publie une méthode pour le jeu au piano Anweisung zum Piano-Forte-Spiel (« Instructions pour le jeu du pianoforte ») « qui eut une importance considérable dans la première moitié du XIXe siècle ».
Il donne aussi des cours de pianoforte à Louise Farrenc, pianiste et compositrice, femme d'Aristide Farrenc, et fille du sculpteur Edme Dumont.

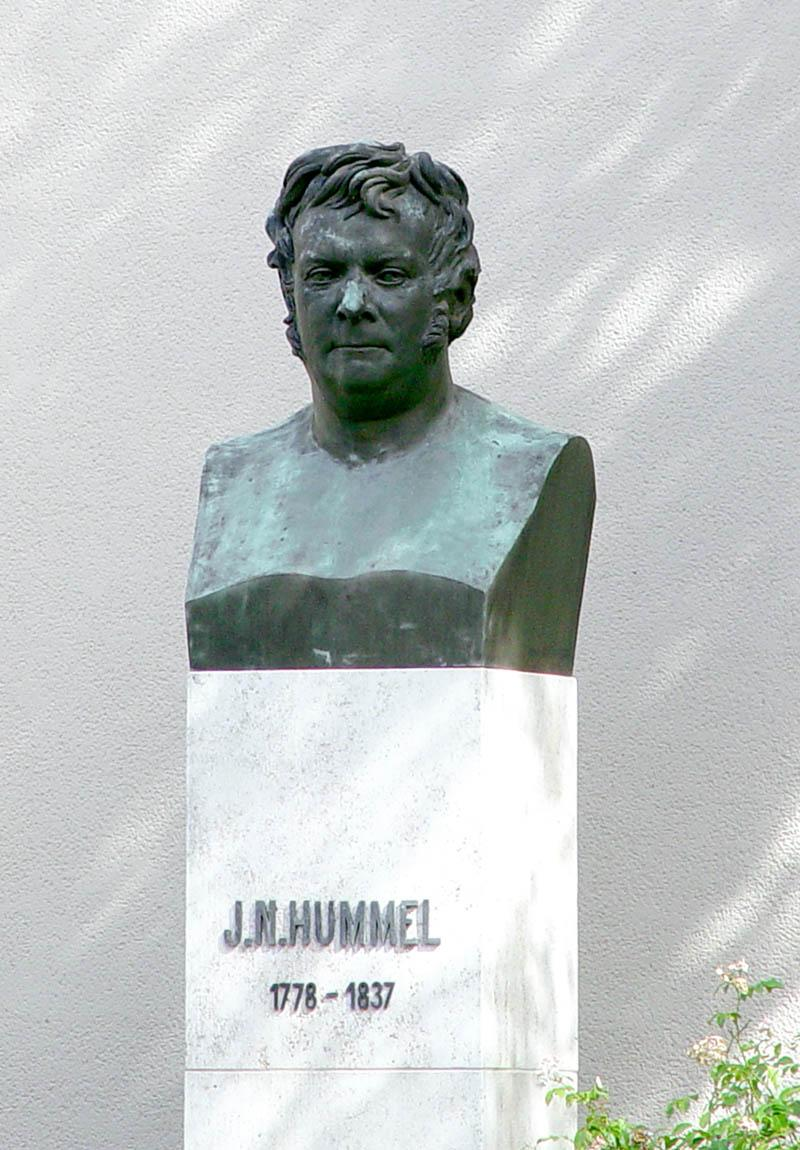
Buste représentant Hummel proche du théâtre national de Weimar

À partir de 1835, son état de santé se détériore. Ses derniers concerts sont moins suivis et son jeu de pianiste est considéré comme dépassé, en comparaison avec les grands concerts de l'école virtuose, menée par Franz Liszt.
Les cures répétées dans la ville thermale de Bad Kissingen n'ont pas l'effet escompté et Hummel décède prématurément le 17 octobre 1837.

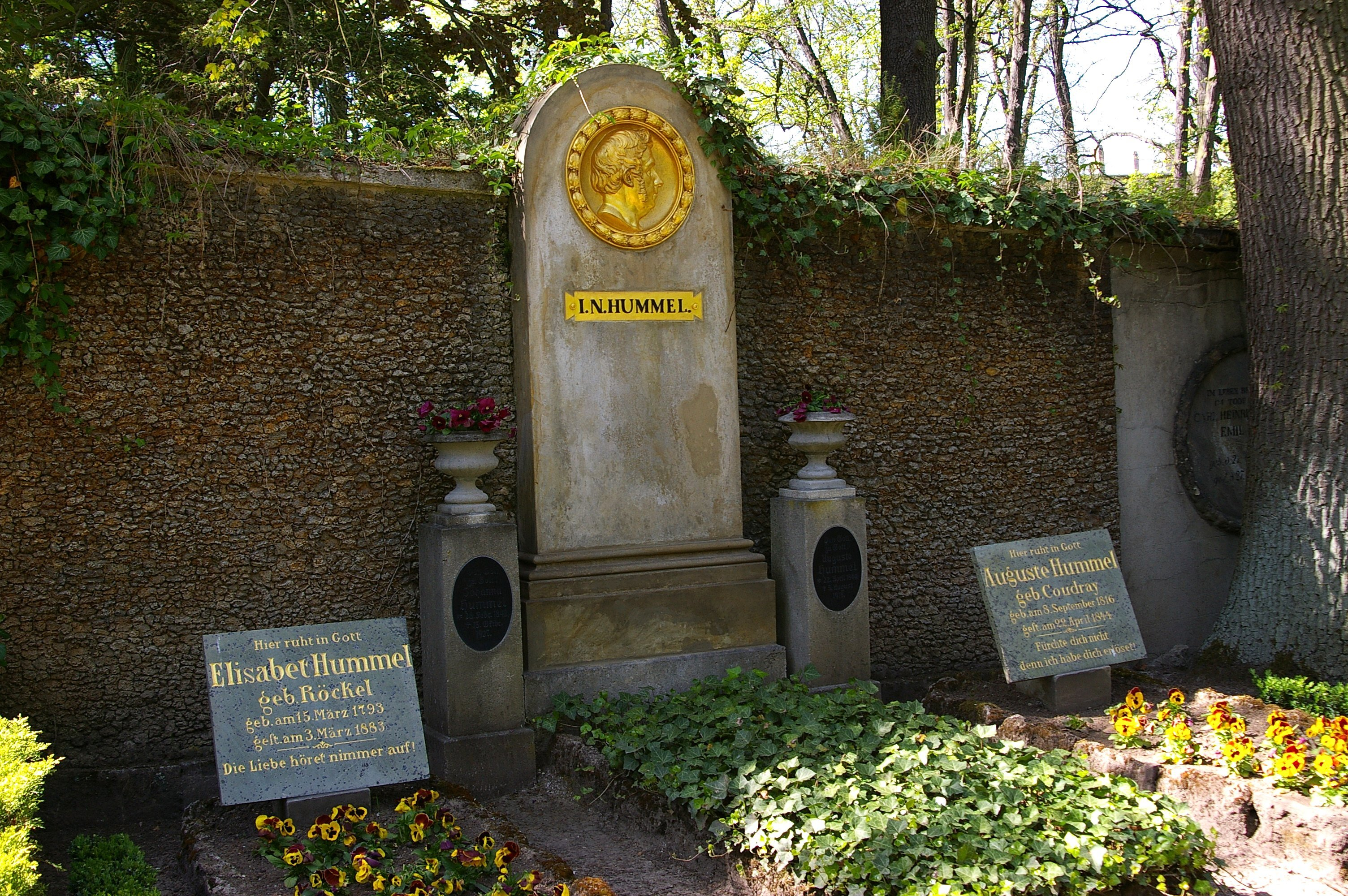
Tombe d'Hummel au cimetière historique de Weimar.

## Œuvres (sélection)

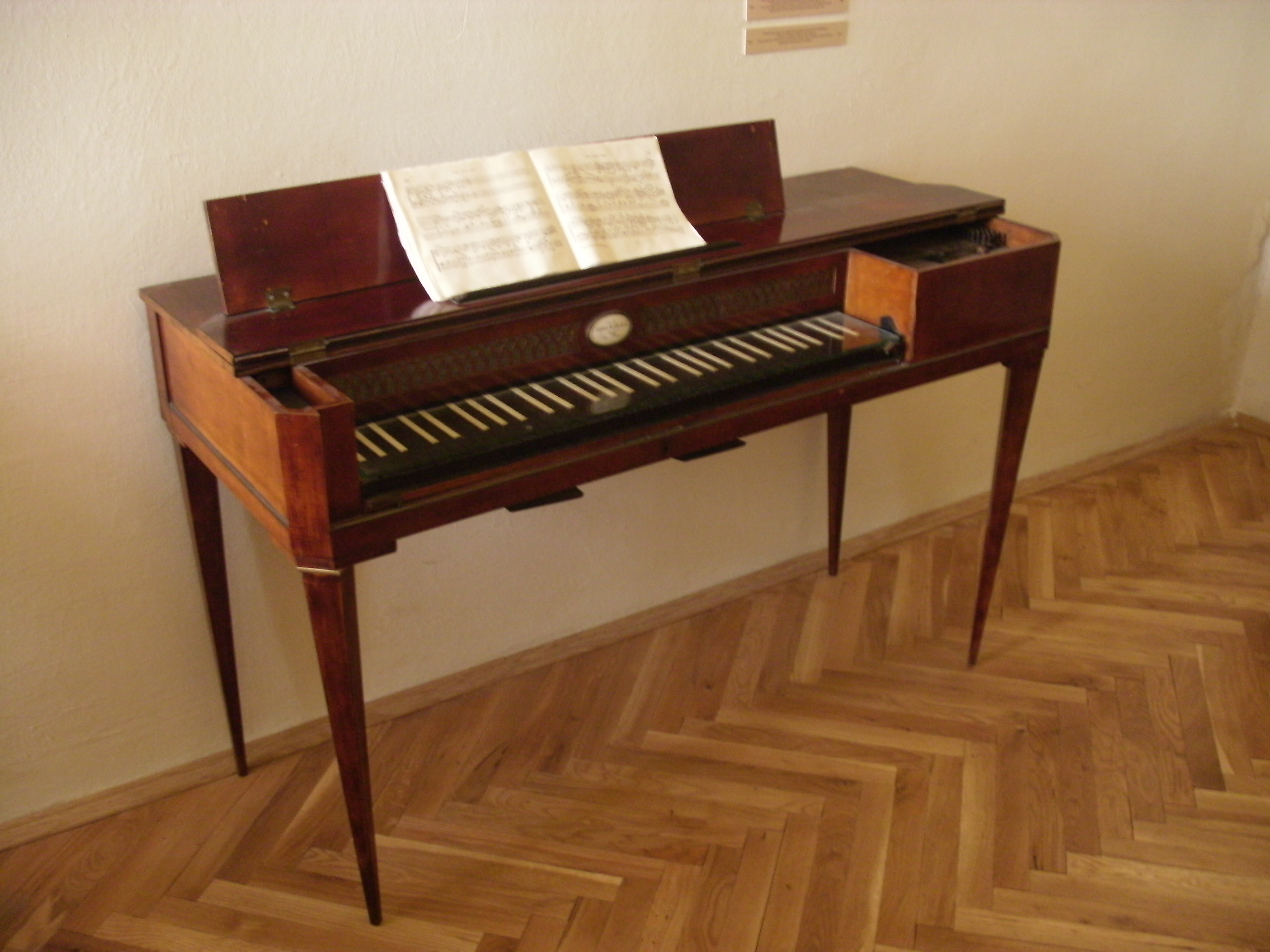
Le piano-forte de la maison natale du compositeur.

Hummel laisse environ 450 œuvres musicales.

### Opéras
Parmi ses 22 opéras commencés, on peut compter 10 opéras complets. Les autres sont demeurés incomplets ou ont été perdus.
- Opéras complets

1. Dankgefühl einer Geretteten (Sentiment de gratitude d'une personne sauvée), S.29 (1799)
2. Don Anchise Campione, S.42 (vers 1800)
3. Dies Haus ist zu verkaufen (Cette maison est à vendre), WoO.28 / S.90 (vers 1800)
4. Le Vicende d'Amore (Les Vicissitudes de l'Amour), WoO.26 / S.56 (1804)
5. Die Messenier (Les Messéniens), WoO.29 / S.61, grand opéra (vers 1805-1810)
6. Die vereitelten Ränke (Les Intrigues déjouées), WoO.27 / S.71 (1806)
7. Mathilde von Guise, op. 100 (1810, révisé en 1827)
8. Fünf sind Zwey, S.95 (1813)
9. Der Junker in der Mühle (L'Aristocrate au moulin), S.97 (1813)
10. Die Eselshaut oder Die blaue Insel (La Peau de l'âne ou L'Île bleue), S.101 (1814)

- Œuvres perdues ou incomplètes (liste non exhaustive)
  - Il Viaggiatore ridicolo (Le Voyageur ridicule), WoO.30 / S.61 (1797, incomplet)
  - Demogorgon, S.41 (vers 1800, incomplet)
  - Die beyden Genies (Les Deux Génies), S.65, opéra comique (1805, perdu)
  - Stadt und Land, S.85 (1810, incomplet)
  - Die Rückfahrt des Kaisers (Le Retour de l'Empereur), op. 69, singspiel (vers 1814, perdu)
  - Attila, S.163 (entre 1825 et 1827, incomplet et perdu)

### Musique religieuse et profane
Hummel a composé des airs de concert, cantates (dont une cantate pour le mariage de l'empereur Napoléon avec Marie-Louise d'Autriche en 1810), lieds et offertoires. On compte aussi un oratorio, un Salve Regina, un Te Deum et plusieurs messes (composées pendant la période d'activité à Esterhaza) :
- Au moins 4 grandes messes :
  - Messe no 1 en si bémol majeur, Op.77 (vers 1804-1810)
  - Messe no 2 en mi bémol majeur, Op.80 (1804)
  - Messe no 3 en ré majeur, Op.111 (1805 ?)
  - Messe en ré mineur, WoO.13 / S.67 (1805)
  - Messe solennelle en ut majeur, WoO.12 / S.74 (1806)
- D'autres œuvres religieuses dont :
  - Salve Regina, S.54 (1800-1810)
  - Te Deum en ré majeur, WoO.16 / S.70 (1806)
  - Oratorio « Der Durchzug durschs rote Meer », WoO.11 / S.33 (vers 1800-1810)
- Et des œuvres profanes dont :
  - Air de concert « Peuplu Nacqucres », S.15 (~1790)
  - Air de concert « Beneath the Laurel's Friendly Shade », S.17 (1791-1793)
  - Air « Amis Connaissez-Vous », S.57 (1804)

### Orchestre
Si Hummel n'a pas composé de symphonie, il s'est illustré dans la musique de ballet, de nombreuses ouvertures ainsi que des variations pour piano et orchestre notamment :
- Rondo brillant en la majeur, pour piano et orchestre Op.56 (1812)
- Introduction et rondo brillant en si bémol majeur, pour piano et orchestre Op.98 (1824)
- Ouverture pour orchestre en si bémol majeur, Op.101 (1824)
- Introduction, thème et variations pour hautbois et orchestre en fa majeur, Op.102 (1824)
- Rondo brillant en si mineur, Op.109 (1826)

### Concertos pour piano
Parmi les œuvres les plus intéressantes et les plus appréciées de Hummel figurent les cinq concertos pour piano, écrits pendant la période de maturité du compositeur. Ces concertos ont eu une influence certaine sur le genre puisque de nombreux compositeurs de l'ère romantique s'en inspirèrent comme Chopin. En leurs temps, ces concertos furent très populaires et concurrençaient, aux yeux du public, ceux de Beethoven.
- Avec numéro d'opus :
  - Concerto pour piano no 1 en do majeur, Op.34a/36 (Vienne, 1816)
  - Concertino pour piano en sol majeur, Op.73 (Vienne, 1799-1816)
  - Concerto pour piano no 2 en la mineur, Op.85 (Vienne, 1816)
  - Concerto pour piano no 3 en si mineur, Op.89 (Leipzig, 1819)
  - Concerto pour piano no 4 en mi majeur, Op.110 (Leipzig, novembre 1814)
  - Concerto pour piano no 5 en la bémol majeur, Op.113 (Vienne, 1827)
- Sans numéro d'opus :
  - Concerto pour piano en fa majeur, Op.Posth.1 (1830-1833)
  - Concerto pour piano en la majeur, S4, WoO 24 (1790)
  - Concerto pour piano en la majeur, S5, WoO 24a (1791)
- Autres œuvres pour piano et orchestre :
  - Variations pour piano et orchestre en si bémol majeur, sur un thème de Das Fest der Handwerker, Op.115 (1830)
  - Rondo brillant « Le Retour à Londres » pour piano et orchestre en fa majeur, Op.127 (1831)

### Autres concertos
- Concerto pour violon (vers 1795-1799, incomplet)
- Concerto pour mandoline, S.28 (1799)
- Concerto pour trompette, WoO.1 / S.49 (1803)
- Concerto pour violon et piano, op. 17 (vers 1805)
- Grand concerto pour basson, WoO.23 / S.63 (1805)

### Musique de chambre
- 8 trios pour piano, violon et violoncelle :
  - Sonate en trio en si bémol majeur, Op.2a (1792)
  - Trio no 1 en mi bémol majeur, Op.12 (1805)
  - Trio no 2 en fa majeur, Op.22 (1799)
  - Trio no 3 en sol majeur, Op.35 (1811)
  - Trio no 4 en sol majeur, Op.65 (1814-1815)
  - Trio no 5 en mi majeur, Op.83 (1819)
  - Trio no 6 en mi bémol majeur, Op.93
  - Trio no 7 en mi bémol majeur, Op.96 (1819)
- 3 sonates pour flûte et piano :
  - Sonate pour flûte et piano en sol majeur, Op.2a (1792)
  - Sonate pour flûte et piano en ré majeur, Op.50 (1810)
  - Sonate pour flûte et piano en la majeur, Op.64 (1810)
- 2 septuors :
  - Septuor pour piano, flûte, hautbois, cors, alto, violoncelle et contrebasse no 1 en do mineur, Op.74 (1816)
  - Septuor pour piano, flûte, clarinette, violon, trompette, violoncelle et contrebasse no 2 « Militaire » en do majeur, Op.114 (1829)
- Quintette pour piano, violon, alto, violoncelle et contrebasse en mi bémol mineur, Op.87 (octobre 1802)
- Quatuor pour piano en sol majeur, WoO 6
- Quatuor avec clarinette S.78 (1808)

### Piano seul
Hummel s'est particulièrement illustré dans la composition pour piano seul dont il laisse un imposant corpus. On peut notamment citer 9 sonates, des fantaisies, des études, des variations et des préludes.
- 9 sonates pour piano seul
  - Sonate pour piano no 1 en do majeur, Op.2a (1792)
  - Sonate pour piano no 2 en mi bémol majeur, Op.13 (1803-1805)
  - Sonate pour piano no 3 en fa mineur, Op.20 (1807)
  - Sonate pour piano no 4 en do majeur, Op.38 (1808)
  - Sonate pour piano no 5 en fa dièse mineur, Op.81 (1819)
  - Sonate pour piano no 6 en ré majeur, Op.106 (mars 1824)
  - Sonate pour piano no 7 en sol majeur (1795)
  - Sonate pour piano no 8 en la bémol majeur (1795)
  - Sonate pour piano no 9 en do majeur (1795)
- Fantaisies pour piano :
  - Fantaisie « rondo » pour piano en mi majeur, Op.19 (1804)
  - Fantaisie pour piano en mi bémol majeur, Op.18 (1805)
  - Fantaisie pour piano en sol mineur, Op.123 (1833)
- Corpus d’œuvres pour piano :
  - 24 préludes pour piano, Op.67 (1815)
  - 6 bagatelles pour piano, Op.107 (1824)
  - 24 études pour piano, Op.125 (1833)

## Postérité
Même s’il fut l’intermédiaire entre le classicisme (Joseph Haydn, Wolfgang Amadeus Mozart) et le romantisme (Felix Mendelssohn, Franz Schubert), sa musique, qui servit de modèle à Franz Liszt et à Niccolò Paganini, ne fut que très peu reprise après sa mort.
On lui doit une méthode pour piano, Anweisung zum Pianofortespiel (« Instructions pour le jeu du pianoforte »), « qui eut une importance considérable dans la première moitié du XIXe siècle. »
De son œuvre, qui influença entre autres Frédéric Chopin et Robert Schumann dans leurs débuts, on connaît surtout son concerto pour trompette (1803), sa musique de chambre et ses huit concertos pour piano, qui connurent en leur temps un succès considérable.
Le 10 décembre 1842, cinq ans après la mort de Hummel, Chopin devait proclamer que Mozart, Beethoven et Hummel sont les « maîtres que nous reconnaissons tous » et prétendait encore entendre l'Adagio de Hummel « résonner à ses oreilles ».

## Discographie
- Concertos pour piano op. 85 et 89 - English Chamber Orchestra, Stephen Hough, piano (22-23 septembre 1986 Chandos) (OCLC 320964915)
- Concertos pour piano op. 34 ; Rondos brillants, op. 56 et 98 - London Mozart Players, Howard Shelley (13-14 juin 2003, Chandos) (OCLC 811239855)
- Sonate pour piano op. 81 & 24 études - Danielle Laval, piano (1992 Naïve) (OCLC 658669488)
- Sonates pour piano - Stephen Hough, piano (2003 Hyperion) (OCLC 54099864)
- Concertos pour piano op. 113 ; Concertino, op. 73 ; Gesellschafts-Rondo, op. 117 - London Mozart Players, Howard Shelley (21-22 janvier 1997, Chandos) (OCLC 38574421)
- Concerto pour basson en fa majeur ; Variations en fa majeur pour hautbois ; Quatuor en mi-bémol majeur pour clarinette, violon, alto et violoncelle (Naxos)
- Concerto pour trompette, Concerto pour mandoline ; Introduction, thème & variations pour hautbois, op. 102 ; Gesellschafts Rondo : pour piano, op. 117 ; Sonates pour flûte et piano piano, op. 2 no 2, 50, 64 ; Grand rondo brillant pour flûte et piano, op. 126 - Maurice André, trompette ; Ensemble orchestral de Paris, dir. Jean-Pierre Wallez ; Anne Queffélec, piano ; Orchestre de chambre Jean-François Paillard ; András Adorján, flûte ; Noël Lee, piano (1973/1981 2CD Erato) (OCLC 42077536)
- Adagio, Variations et Rondo, op. 78 ; Sonate pour violoncelle, op. 104 ; Sonate pour piano no 5, op. 81 - András Adorján, flûte ; Boris Pergamenschikow, violoncelle ; Pavel Gililov, piano (23-25 avril 1991, Orfeo) (OCLC 966319240)
- Trio avec piano : no 1 op. 12, no 3 op. 35, no 4 op. 65, no 7 op. 96 - Beaux Arts Trio : Menahem Pressler, piano ; Ida Kavafian, violon et Peter Wiley, violoncelle (« Complete Philips Recordings » CD 31)
- Sappho von Mitilene, op. 68, Le Château magique, Douze Valses et Coda - London Mozart Players, Howard Shelley (3-4 juillet 2006, Chandos) (OCLC 154810136)
- Mathilde de Guise, opéra, Eva Susková, Martin Mikus, Ondrej Saling, Solamente Naturali, dir. Didier Talpain, Choir Alea, 2013, Brilliant Classics
- Messes en ré mineur, si-bémol majeur, mi-bémol majeur ; Salve Regina ; Te Deum ; Alma virgo ; Quod in orbe - Susan Gritton, soprano ; Ann Murray, mezzo-soprano ; James Gilchrist, ténor ; Stephen Varcoe, baryton ; Collegium Musicum 90, dir. Richard Hickox (1-3 octobre 2001, 2CD Chandos) (OCLC 80491179 et 156724956)
- La Traversée de la mer rouge, Oratorio - Simone Kermes, Veronika, sopranos ; Hans Jörg Mammel, ténor ; Das Kleine Konzert, dir. Hermann Max (22 septembre 2004, CPO) (OCLC 743079049)